# Kawaler księżycowy

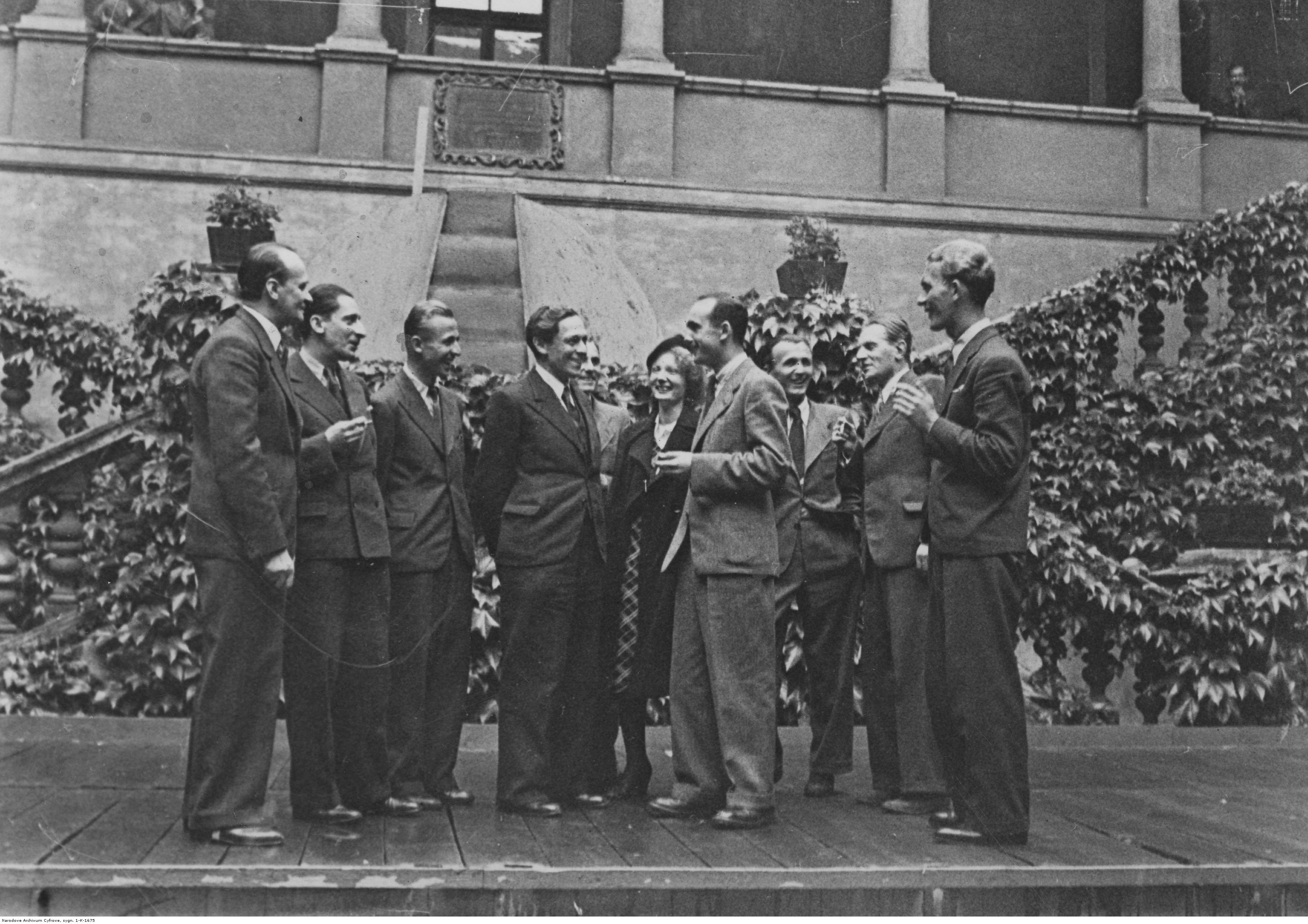
Marian Niżyński (czwarty z prawej) z wykonawcami sztuki "Kawaler księżycowy" na dziedzińcu Collegium Nowodworskiego w Krakowie

Kawaler księżycowy – komedia muzyczna Mariana Niżyńskiego napisana specjalnie z okazji Dni Krakowa w 1939 roku.

## Historia
Dni Krakowa w 1939 roku odbyły się w dniach 3–24 czerwca. Zaplanowano widowiska plenerowe: „Igrce w gród walą“ Adama Polewki (powtórka z1968 roku) oraz Kawalera księżycowego Mariana Niżyńskiego. Scenariusz nowej sztuki „Kawaler księżycowy” napisał Niżyński specjalnie z okazji czwartych Dni Krakowa. Wykorzystał legendę o Panu Twardowskim włączając motyw 12 znaków Zodiaku.
Premiera komedii muzycznej Kawaler księżycowy odbyła się 7 czerwca 1939 roku na dziedzińcu Kolegium Nowodworskiego. Kolegium i sąsiedni gmach Collegium Maius było wówczas siedzibą Biblioteki Jagiellońskiej.Trzecie przedstawienie odbyło się 16 czerwca, a potem spektakl został jeszcze powtórzony 21, 22, 24 i 25 czerwca.
Pana Twardowskiego zagrał Lech Petecki, Panią Twardowską Maria Borowiczowa, ich syna Żywego Stefan Rydel (na zmianę z Emilem Dańko), Panny Bogusława Czuprynówna (na zmianę z Krystyną Dębowską), Biesa Tadeusz Kwiatkowski, Wodnika Juliusz Kydryński, a zodiakalnego Byka Karol Wojtyła.
Spektakl przygotowało Studio 39 należące do Krakowskiej Konfraterni Teatralnej, które powstało na początku 1939 roku.
Kostiumy i scenografię do przedstawienia przygotował Tadeusz Orłowicz. Muzykę napisał Stanisław Mikuszewski.
W 1972 roku sztukę w reżyserii Józefa Wyszomirskiego wystawił Teatr Rozmaitości. Adaptacji sztuki dokonał Tadeusz Kwiatkowski, a muzykę napisał Tadeusz Dobrzański.

## Opis
Głównymi bohaterami sztuki są Pan Twardowski, Pani Twardowska, ich syn Żywy i Bies. 